# Timbuktu
Timbuktu (/ˌtɪmbʌkˈtuː/) (ngữ tộc Berber: ⵜⵏⴱⴾⵜⵓ, ⵜⵉⵏⴱⵓⴽⵜⵓ; tiếng Pháp: Tombouctou; Koyra Chiini: Tumbutu) là một thành phố cổ ở vùng Tombouctou, Mali, nằm cách 20 km (12 mi) về phía bắc của sông Niger. Thị trấn ngày nay là thủ phủ của vùng Tombouctou, một trong tám vùng hành chính của Mali. Theo điều tra dân số năm 2009 thì Timbuktu có 54.453 người.
Khởi đầu là một khu định cư theo mùa, Timbuktu trở thành khu định cư lâu dài vào đầu thế kỷ thứ 12. Sau một sự thay đổi trong các tuyến giao dịch, Timbuktu đã phát triển mạnh mẽ nhờ vào việc buôn bán muối, vàng, ngà voi và nô lệ. Nó trở thành một phần của Đế quốc Mali vào đầu thế kỷ 14. Trong nửa đầu thế kỷ 15, các bộ lạc người Tuareg nắm quyền kiểm soát thành phố trong một thời gian ngắn cho đến khi Đế quốc Songhai bành trướng và chiếm lấy thành phố vào năm 1468. Triều đại Saadi của Maroc đánh bại Songhai tại trận Tondibi vào năm 1591 và biến Timbuktu, thay vì Gao trở thành thủ đô của họ. Những kẻ xâm lược đã thành lập một giai cấp thống trị mới được gọi là Arma, những người mà sau năm 1612 trở thành một quốc gia gần như độc lập với Maroc. Tuy nhiên, thời kỳ hoàng kim của thành phố, trong đó với việc nó là một trung tâm học tập và văn hóa lớn của Đế quốc Mali đã kết thúc, và nó bước vào một thời kỳ suy tàn kéo dài. Các bộ lạc khác nhau cai trị Timbuktu cho đến khi người Pháp tiếp quản vào năm 1893, tình trạng kéo dài cho đến khi nó trở thành một phần của Cộng hòa Mali hiện tại vào năm 1960. Hiện tại, Timbuktu là khu vực nghèo khó và sa mạc hóa.
Vào thời kỳ hoàng kim của nó, nhiều học giả Hồi giáo và mạng lưới giao thương rộng khắp đã biến nó trở thành một trung tâm giao dịch sách quan trọng, cùng với các cơ sở học tập tại trường đại học Hồi giáo Sankore Madrasah biến Timbuktu thành một trung tâm học thuật lớn của Châu Phi. Một số nhà văn lịch sử đáng chú ý, như Shabeni và Leo Africanus đã có những tác phẩm mô tả Timbuktu. Những câu chuyện này đã thúc đẩy sự chú ý ở châu Âu, nơi danh tiếng của thành phố từ cực kỳ giàu cho đến bí ẩn.

## Địa lý
Thị trấn nằm ở rìa phía nam của sa mạc Sahara, phía bắc dòng chính của sông Niger khoảng 20 km (12 mi). Nó được bao quanh bởi những cồn cát và ngay tại thị trấn này cũng bị phủ cát. Thị trấn cảng Kabara nằm về phía nam của Timbuktu khoảng 8 km (5,0 mi) kết nối với một nhánh của sông Niger bằng một kênh đào dài 3 km (1,9 mi). Kênh đào này trở lên khó di chuyển nhưng sau đó đã được nạo vét như là một phần của dự án tài trợ từ Libya.
Lũ lụt hàng năm tại sông Niger như là kết quả của những trận mưa lớn phía thượng nguồn sông Niger và Bani ở Guinea và phía bắc Bờ Biển Ngà. Lượng mưa ở những khu vực này đạt cực đại vào tháng 8 nhưng nước lũ cần có thời gian để đi qua hệ thống sông và qua Đồng bằng nội lục Niger. Tại Koulikoro nằm cách Bamako 60 km (37 mi) về phía hạ lưu có đỉnh lũ vào tháng 9 nhưng tại Timbuktu lũ kéo dài hơn và đạt cực đỉnh vào tháng 12.
Trong quá khứ, khu vực này bị lũ lụt tràn ngập ở nhiều nơi hơn và trong những năm có lượng mưa lớn, nước lũ sẽ tràn ra vùng ngoại ô phía tây của chính Timbuktu. Một con lạch điều hướng ở phía tây của thị trấn được hiển thị trên bản đồ xuất bản bởi Heinrich Barth vào năm 1857 và Félix Dubois vào năm 1896. Giữa năm 1917 và 1921, trong thời kỳ thuộc địa, nô lệ cũ nói tiếng Pháp đã đào một con kênh hẹp nối Timbuktu với Kabara.

## Khí hậu
| Dữ liệu khí hậu của Timbuktu (1950–2000, cực đoan 1897–nay)      | Dữ liệu khí hậu của Timbuktu (1950–2000, cực đoan 1897–nay) | Dữ liệu khí hậu của Timbuktu (1950–2000, cực đoan 1897–nay) | Dữ liệu khí hậu của Timbuktu (1950–2000, cực đoan 1897–nay) | Dữ liệu khí hậu của Timbuktu (1950–2000, cực đoan 1897–nay) | Dữ liệu khí hậu của Timbuktu (1950–2000, cực đoan 1897–nay) | Dữ liệu khí hậu của Timbuktu (1950–2000, cực đoan 1897–nay) | Dữ liệu khí hậu của Timbuktu (1950–2000, cực đoan 1897–nay) | Dữ liệu khí hậu của Timbuktu (1950–2000, cực đoan 1897–nay) | Dữ liệu khí hậu của Timbuktu (1950–2000, cực đoan 1897–nay) | Dữ liệu khí hậu của Timbuktu (1950–2000, cực đoan 1897–nay) | Dữ liệu khí hậu của Timbuktu (1950–2000, cực đoan 1897–nay) | Dữ liệu khí hậu của Timbuktu (1950–2000, cực đoan 1897–nay) | Dữ liệu khí hậu của Timbuktu (1950–2000, cực đoan 1897–nay) |
| Tháng                                                            | 1                                                           | 2                                                           | 3                                                           | 4                                                           | 5                                                           | 6                                                           | 7                                                           | 8                                                           | 9                                                           | 10                                                          | 11                                                          | 12                                                          | Năm                                                         |
| ---------------------------------------------------------------- | ----------------------------------------------------------- | ----------------------------------------------------------- | ----------------------------------------------------------- | ----------------------------------------------------------- | ----------------------------------------------------------- | ----------------------------------------------------------- | ----------------------------------------------------------- | ----------------------------------------------------------- | ----------------------------------------------------------- | ----------------------------------------------------------- | ----------------------------------------------------------- | ----------------------------------------------------------- | ----------------------------------------------------------- |
| Cao kỉ lục °C (°F)                                               | 41.6 (106.9)                                                | 43.5 (110.3)                                                | 46.1 (115.0)                                                | 48.9 (120.0)                                                | 49.0 (120.2)                                                | 49.0 (120.2)                                                | 46.0 (114.8)                                                | 46.5 (115.7)                                                | 45.0 (113.0)                                                | 48.0 (118.4)                                                | 42.5 (108.5)                                                | 40.0 (104.0)                                                | 49.0 (120.2)                                                |
| Trung bình ngày tối đa °C (°F)                                   | 30.0 (86.0)                                                 | 33.2 (91.8)                                                 | 36.6 (97.9)                                                 | 40.0 (104.0)                                                | 42.2 (108.0)                                                | 41.6 (106.9)                                                | 38.5 (101.3)                                                | 36.5 (97.7)                                                 | 38.3 (100.9)                                                | 39.1 (102.4)                                                | 35.2 (95.4)                                                 | 30.4 (86.7)                                                 | 36.8 (98.2)                                                 |
| Trung bình ngày °C (°F)                                          | 21.5 (70.7)                                                 | 24.2 (75.6)                                                 | 27.6 (81.7)                                                 | 31.3 (88.3)                                                 | 34.1 (93.4)                                                 | 34.5 (94.1)                                                 | 32.2 (90.0)                                                 | 30.7 (87.3)                                                 | 31.6 (88.9)                                                 | 30.9 (87.6)                                                 | 26.5 (79.7)                                                 | 22.0 (71.6)                                                 | 28.9 (84.0)                                                 |
| Tối thiểu trung bình ngày °C (°F)                                | 13.0 (55.4)                                                 | 15.2 (59.4)                                                 | 18.5 (65.3)                                                 | 22.5 (72.5)                                                 | 26.0 (78.8)                                                 | 27.3 (81.1)                                                 | 25.8 (78.4)                                                 | 24.8 (76.6)                                                 | 24.8 (76.6)                                                 | 22.7 (72.9)                                                 | 17.7 (63.9)                                                 | 13.5 (56.3)                                                 | 21.0 (69.8)                                                 |
| Thấp kỉ lục °C (°F)                                              | 1.7 (35.1)                                                  | 7.5 (45.5)                                                  | 7.0 (44.6)                                                  | 8.0 (46.4)                                                  | 18.5 (65.3)                                                 | 17.4 (63.3)                                                 | 18.0 (64.4)                                                 | 20.0 (68.0)                                                 | 18.9 (66.0)                                                 | 13.0 (55.4)                                                 | 11.0 (51.8)                                                 | 3.5 (38.3)                                                  | 1.7 (35.1)                                                  |
| Lượng mưa trung bình mm (inches)                                 | 0.6 (0.02)                                                  | 0.1 (0.00)                                                  | 0.1 (0.00)                                                  | 1.0 (0.04)                                                  | 4.0 (0.16)                                                  | 16.4 (0.65)                                                 | 53.5 (2.11)                                                 | 73.6 (2.90)                                                 | 29.4 (1.16)                                                 | 3.8 (0.15)                                                  | 0.1 (0.00)                                                  | 0.2 (0.01)                                                  | 182.8 (7.20)                                                |
| Số ngày mưa trung bình (≥ 0.1 mm)                                | 0.1                                                         | 0.1                                                         | 0.1                                                         | 0.6                                                         | 0.9                                                         | 3.2                                                         | 6.6                                                         | 8.1                                                         | 4.7                                                         | 0.8                                                         | 0.0                                                         | 0.1                                                         | 25.3                                                        |
| Số giờ nắng trung bình tháng                                     | 263.9                                                       | 249.6                                                       | 269.9                                                       | 254.6                                                       | 275.3                                                       | 234.7                                                       | 248.6                                                       | 255.3                                                       | 248.9                                                       | 273.0                                                       | 274.0                                                       | 258.7                                                       | 3.106,5                                                     |
| Nguồn 1: World Meteorological Organization, NOAA (sun 1961–1990) |                                                             |                                                             |                                                             |                                                             |                                                             |                                                             |                                                             |                                                             |                                                             |                                                             |                                                             |                                                             |                                                             |
| Nguồn 2: Meteo Climat (record highs and lows)                    |                                                             |                                                             |                                                             |                                                             |                                                             |                                                             |                                                             |                                                             |                                                             |                                                             |                                                             |                                                             |                                                             |